# Leo Löwenthal
Leo Löwenthal (Frankfurt am Main, 3 de novembro de 1900 — Berkeley, Califórnia, 21 de janeiro de 1993) foi um sociólogo alemão, ligado a Escola de Frankfurt.

## Biografia
Filho de judeus assimilados (seu pai era médico), viveu durante o período da República de Weimar. Em 1926, entrou para o recém-fundado Instituto para Pesquisa Social de Frankfurt. Em 1934 emigrou para os Estados Unidos da América. Trabalhou entre outros na Universidade Columbia, foi diretor de pesquisa na Voz da América (1949-1955) e professor da Universidade de Berkeley (1956-1980).
Foi especialista em Sociologia da Literatura e Cultura de Massa e editor da revista Zeitschrift für Sozialforschung.
Em 1989 recebeu o Prêmio Theodor W. Adorno da cidade alemã Frankfurt am Main.

## Obra (seleção)
- Schriften in fünf Bänden. Frankfurt am Main: Suhrkamp, 1980-1987.

1. Literatur und Massenkultur
2. Das bürgerliche Bewußtsein in der Literatur
3. Falsche Propheten. Studien zum Autoritarismus
4. Judaica. Vorträge. Briefe
5. Philosophische Frühschriften

- Mitmachen wollte ich nie. Ein autobiografisches Gespräch mit Helmut Dubiel, Suhrkamp 1980, ISBN 3-518-11014-4
- In steter Freundschaft. Briefwechsel. Leo Löwenthal / Siegfried Kracauer. 1921-1966. Ed. de Peter-Erwin Jansen e Christian Schmidt. zu Klampen Verlag 2003, ISBN 3-934920-27-6